# ألفرد ميخائيل واتسون
ألفرد ميخائيل واتسون (بالإنجليزية: Alfred Michael Watson)‏ هو قسيس أمريكي، ولد في 11 يوليو 1908 في إيري في الولايات المتحدة، وتوفي بنفس المكان في 4 يناير 1990.